# 坏女孩的恶作剧
《坏女孩的恶作剧》是秘鲁作家马里奥·巴尔加斯·略萨的一部小说，2006年出版。2010年人民文学出版社在中国大陆出版了尹承东的译本。Journalist Kathryn Harrison称这部小说是改写自福楼拜的经典小说《包法利夫人》。略萨本人则称，该书是为了讨论一种“脱离浪漫主义神话的爱情”。
小说中的主角“我”──“好男孩”里卡多小时候住在秘鲁利马的米拉弗洛雷斯，有一天结实了智利女孩莉莉，便被她吸引。她的作风比本地女孩大胆，然而有一天，一个真正的智利女人揭破了她的面目──她原来并不是智利女孩。多年后“我”移居巴黎，赶上了翻译的工作，结实了左派革命运动队员保尔。他有一位女下属，“我”认出她就是莉莉。后来她去了古巴，与一革命军将军发生了关系，最终摆脱了游击队。“我”则继续平凡的工作，直到有一天，发现她已成为法国外交官的夫人。她骗取了外交官的钱财后离他而去，又勾上了伦敦的赛马画师。她讨厌这种生活，与“我”进一步发展关系，然而又终于不辞而别。
过了许多年，“我”终于偶然得知她在东京是一名黑帮老大福田的情妇。她为“我”作了口交，可后来“我”发现原来是为了满足福田的窥淫欲。回到智利，“我”与堂侄认识了修防波堤的阿基米德，发现这个憔悴的老人原来便是坏女孩的生父。当“我”在马德里再与坏女孩重逢时，她已憔悴不堪。原来福田对她进行性虐待，她忍无可忍才逃了出来。她与一位富翁周旋，分手时得到了许多财产。她发现得了阴道肿瘤，已扩散。在最后的时刻，她立下遗嘱，要把全部财产让“我”来继承。